# 圖克托科查蓬塔山
9°44′25″S 76°29′01″W / 9.74028°S 76.48361°W
圖克托科查蓬塔山（Tuqtuqucha Punta），是秘魯的山峰，位於該國中部瓦努科大區，由瓦努科省和亞羅維爾卡省負責管轄，屬於安地斯山脈的一部分，海拔高度4,400米。